# Les Rescapés (album)
 (août 2018).
Si vous disposez d'ouvrages ou d'articles de référence ou si vous connaissez des sites web de qualité traitant du thème abordé ici, merci de compléter l'article en donnant les références utiles à sa vérifiabilité et en les liant à la section « Notes et références ».
Albums de Miossec
Mammifères aux Bouffes du Nord
(2017)
Les Rescapés est le 11e album studio de Miossec, sorti le 28 septembre 2018.

## Liste des titres
| No  | Titre                                            | Durée |
| --- | ------------------------------------------------ | ----- |
| 1.  | Nous sommes                                      |       |
| 2.  | Je suis devenu                                   |       |
| 3.  | On meurt                                         |       |
| 4.  | Les Infidèles                                    |       |
| 5.  | L'Aventure                                       |       |
| 6.  | Les Gens (quand ils sont les uns sur les autres) |       |
| 7.  | La mer, quand elle mord, c'est méchant           |       |
| 8.  | La Vie sentimentale                              |       |
| 9.  | Son homme                                        |       |
| 10. | Pour                                             |       |
| 11. | La Ville blanche                                 |       |